# روانکار خشک

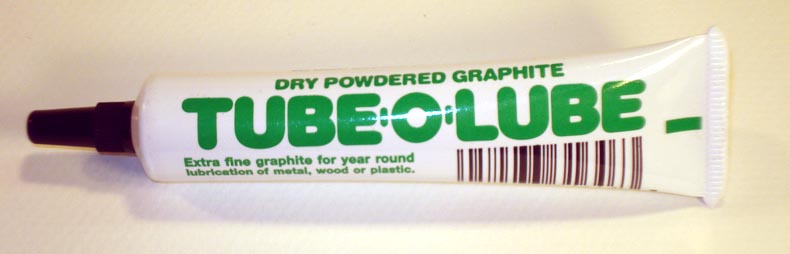
روانکار خشک

روانکار خشک (به انگلیسی: Dry lubricants or solid lubricants) ماده‌ای است که علی‌رغم اینکه فاز جامد دارد، قابلیت این را دارد که اصطکاک میان سطوح را بدون نیاز به سیال کاهش دهد. دو روانکار خشک عمده، گرافیت و مولیبدن دی‌سولفید هستند. معمولاً از این روش روانکاری در دمای بالاتر نسبت روانکارهای مایع و روغن استفاده می‌شود.
مولکول‌های لایه‌لایه کریستال‌های جامد بر روی هم لغزیده و نیروی اصطکاک را کاهش می‌دهند. اما کریستال لایه‌لایه موادی همچون گرافیت به تنهایی کافی نبود و از موادی چون برخی فلزات نرم (ایندیم، سرب، نقره، قلع)، پلی‌تترافلوئورواتیلن، برخی از اکسیدهای جامد، فلوریدهای نادر زمین و حتی الماس استفاده می‌شود.
موارد استفاد این رونکارها در فشرده‌سازی هوا، بلبرینگ، اتصالات سرعت ثابت، قفلها و غیره است.